# Opération Papillons
L’Opération Papillons est un suivi des papillons de jour communs,, proposé par Vigie-Nature, le programme de sciences participatives du Muséum national d'histoire naturelle, en partenariat avec l’association Noé. Créé en 2006, ce suivi s’appelait à l’origine l’Observatoire des papillons des jardins. Ce suivi est ouvert à tous, il ne nécessite pas de compétences préalables en entomologie, ne comporte pas d’engagement sur la durée et est très simple à mettre en œuvre.
Ce projet a pour objectif de documenter l’évolution temporelle, accroissement, stabilité ou déclin, des communautés de papillons communs, de mettre en relation les variations observées avec des facteurs environnementaux tels que les modes d’occupation des sols (urbanisation,, par exemple), les pratiques de gestion (utilisation de pesticides par exemple) ou le climat. Les résultats obtenus visent à comprendre l’impact des activités humaines sur ce compartiment de la biodiversité afin de réduire ces impacts (mise en place de mesures de conservation, modification des pratiques, apport aux politiques environnementales, etc.).
En 2016, on totalise plus de 10 000 jardins dans lesquels ont été effectués des relevés pour l’Opération Papillons.
Depuis 2006, ce sont 10 035 volontaires qui ont participé (chiffres de mai 2016). Le confinement de 2020 a amené son lot de nouveaux participants et en 2021, c'est un total de 10 695 jardins qui ont participé à l'opération.

## Protocole scientifique
L’Opération Papillons concerne 28 espèces ou groupes d’espèces communes. Ces groupes sont constitués d’espèces similaires, parfois difficiles à distinguer les unes des autres pour le néophyte (piérides blanches ou lycènes bleus par exemple). Chaque semaine de mars à octobre, les participants sont invités à identifier et compter les papillons présents dans un jardin (public ou privé) de leur choix. Pour chaque espèce/groupe d’espèces, la donnée fournie est le nombre maximum d’individu vus simultanément au cours de la semaine dans le jardin. La fréquence d’observation est également documentée. Enfin, les participants remplissent un formulaire permettant de connaitre les caractéristiques du jardin et sa localisation.

## Liste des espèces et groupes d’espèces suivis[16]
Liste de base :
- Amaryllis
- Argus vert
- Aurores
- Belle-dame
- Brun des pélargoniums
- Citrons
- Cuivré
- Demi-deuils
- Flambé
- Gazé
- Hespérides orangées
- Hespérides tachetées
- Lycènes bleus
- Machaons
- Mégères
- Moro-sphinx
- Myrtil
- Paon-du-jour
- Petite tortue
- Piérides blanches
- Procris
- Robert-le-diable
- Silène
- Souci
- Sylvains
- Tabac d'Espagne
- Tircis
- Vulcain

Liste complémentaire :
- Apollons
- Carte géographique
- Céphale
- Grand nègre des bois
- Grande tortue
- Lycènes orangés
- Écaille chinée
- Goutte-de-sang
- Grand paon de nuit
- Moirés
- Morio
- Pacha à deux queues
- Petit mars changeant
- Petit paon de nuit
- Soufrés et Fluorés
- Sphinx à tête de mort
- Sphinx du liseron
- Tristan